# Konstantinos Kenteris
Konstantinos Kenteris, řecky Κωνσταντίνος Κεντέρης (* 11. červenec 1973, Mytiléna) je bývalý řecký atlet, sprinter. Roku 2000 se na hrách v Sydney stal olympijským vítězem v běhu na 200 metrů. V téže disciplíně získal zlato na MS v atletice 2001 v kanadském Edmontonu a na mistrovství Evropy v Mnichově roku 2002. Při olympijských hrách v Aténách roku 2004 však se svou tréninkovou partnerkou Ekaterinou Thanouovou havaroval na motocyklu, načež se oba odmítli podrobit testu na drogy. Když se případ dostal na veřejnost, řecký olympijský výbor oba dočasně vyřadil z her, dokud případ neprojedná Mezinárodní olympijský výbor. Kenteris posléze hry raději sám dobrovolně opustil. Tím jeho kariéra skončila.